# Нида (ритуальный статус)
Нида (от ивр. נִדָּה‎ — «удалённая») — ритуальный статус еврейки в иудаизме, имевший важное значение для соблюдения ритуальной чистоты, необходимой для службы в Храме. Кроме того, при наступлении статуса ниды супругам запрещена физическая близость. Женщина становится нидой при появлении у неё выделений крови из матки, к примеру, во время месячных, родов. Она перестаёт быть нидой по прошествии семи «чистых» дней и совершив ритуальное омовение в микве.

## Расширенное объяснение термина
При любом выделении из матки крови либо сукровицы (или жидкости цвета крови), произошло ли оно во время регулярной менструации или в любое другое время (даже в периоды беременности, кормления и старости, и даже если оно возникло из-за физического перенапряжения или врачебного вмешательства), женщина становится нидой и остаётся в этом состоянии вплоть до правильного отсчёта семи чистых дней и окунания в кошерной микве.
Всё это время запрещён половой контакт и все другие проявления близости (объятия, поцелуи).
Женщина становится нидой, если:
- она обнаружила у себя кровяные выделения из матки независимо от того, сопутствовало ли им ощущение раскрытия шейки матки или нет;
- в результате проверки она обнаружила на проверочном платке хотя бы малейшую каплю крови или выделений нечистого цвета (даже если только в одном месте на платочке цвет выделений нечистый);
- она нашла у себя на теле, одежде или постельном белье пятно крови;
- после родов, аборта либо выкидыша.

## Правила поведения во время ниды
Правила отдаления во время ниды вовсе не означают эмоциональную дистанцию, неприязнь или другие негативные моменты.
С того момента, когда женщина становится нидой и до окунания в микве ей запрещена не только половая связь, но и различные виды сближения с мужем. В частности, супругам запрещено касаться друг друга, спать или лежать в одной кровати.
Запрет «касания, сопровождающегося сексуальным ощущением» во время периода ниды — запрет Торы. Мудрецы установили также дополнительные законы отделения, чтобы человек смог удержаться в нужных рамках. Основными пунктами запрещений мужу сближаться с женой в период ниды являются следующие:
- заигрывание («легкомысленное поведение»);
- касание и передача предметов из рук в руки;
- еда за одним столом[прим. 1];
- доедание остатков еды после жены[прим. 1];
- сидение или лежание мужа на кровати жены;
- сидение на одной скамейке с женой;
- лежание в одной кровати;
- запрет смотреть на обычно прикрытые части тела жены;
- наливание бокала и подача еды[прим. 1];
- застилание, подготовка постели;
- подготовка воды для умывания.